# JavaServer Pages
JSP (JavaServer Pages) — платформенно-независимая, переносимая и легко расширяемая технология для разработки веб-приложений, работающая на виртуальной машине Java (JVM). JSP позволяет веб-разработчикам создавать содержимое, состоящее из статических исходных данных, которые могут быть оформлены в одном из текстовых форматов HTML, SVG, WML, или XML, и JSP-элементов, которые конструируют динамическое содержимое. Кроме этого могут использоваться библиотеки JSP-тегов, а также Expression Language (EL), для внедрения Java-кода в статичное содержимое JSP-страниц.
Код JSP-страницы транслируется в Java-код сервлета с помощью компилятора JSP-страниц Jasper, затем компилируется в байт-код Java, после чего сервлет может быть запущен в контейнерах сервлетов. JSP-страницы загружаются на сервере и управляются из структуры специального Java server packet, который называется Jakarta EE Web Application. Обычно страницы упакованы в файловые архивы .war и .ear.

## Версии
Начиная с версии 1.2, разработка JavaServer Pages происходила в рамках Java Community Process. JSR 53 определяет стандарты JSP 1.2 и Servlet 2.3, а JSR 152 определяет спецификацию JSP 2.0. В мае 2006 года JSP спецификация 2.1 была выпущена под JSR 245 в рамках Java EE 5. 10 декабря 2009 года была выпущена спецификация JSP 2.2 как содержание выпуска JSR 245.

### JSP 1.0 и JSP 1.1
Эти версии кардинально отличаются от предыдущих, которые воспринимались как ответ Java на ASP. Некоторые основные возможности прошлых версий (например, возможность разрабатывать библиотеки тегов) были убраны или заменены в соответствии с принципом разделения кода и содержимого. Так как в больших объёмах исходного кода трудно сориентироваться и отделить контент от самого кода, то пришла идея их разделить (перенести) с помощью JSP тегов, таких как <jsp:useBean/>. Для реализации этой идеи JSP-теги разделили на три логические группы: директивы, скриптовые элементы и действия.

### JSP 1.2
JSP 1.2 расширяет спецификацию JavaServer Pages 1.1 (JSP 1.1) следующим образом:
- требуют платформы Java 2 версии 1.2 или более поздней;
- использует Servlet 2.3 как основу своей семантики;
- определяет синтаксис XML для страниц JSP;
- предоставляет проверку страниц JSP на этапе трансляции;
- специфицирует очистку библиотеки тегов на этапе прогона;
- улучшает контракт обработчика тегов;
- предоставляет улучшенную поддержку авторизации страниц;
- улучшает поддержку кодировки символов и локализации;
- устраняет ограничение «flush before you include» из JSP 1.1.

### JSP 2.0
Новая версия спецификации JSP дополнена следующей функциональностью:
- Expression Language (EL) — язык выражений, позволяет среди прочего создавать разработчикам шаблоны в стиле Velocity;
- более простой и быстрый способ создавать новые теги с помощью файлов .tag, теперь для создания новых тегов не обязательно знать Java;
- удобный способ управления вложенными бинами (JavaBeans);
- более быстрый и лёгкий способ отображения параметров переменных:

```
Hello
,
 
$
{
param
.
visitor
}
 
<%--
 
аналогично
 
коду
:
 
Hello
,
 
<%=
request
.
getParameter
(
"visitor"
)
%>
 
--%>

```

### JSP 2.1
- аключает в себя JSTL и JavaServer Faces;
- новая версия EL поддерживает отложенное исполнение выражений и литеральные выражения, а также J5EE enumeration.

Платформа Java EE 5 фокусируется на простой разработке с использованием языковых аннотаций Java, которые были введены J2SE 5.0. JSP 2.1 поддерживает эту цель определением аннотаций для зависимых инъекций в JSP операторах и в контекстных слушателях (Listeners).

## Обзор
JavaServer Pages (JSP) позволяют отделить динамическую часть страниц от статического HTML. Динамическая часть заключается в специальные теги "<% %>":
```
Имя
 
вашего
 
хоста
:
 
<%=
 
request
.
getRemoteHost
()
 
%>

```

JSP страницы имеют расширение .jsp и размещаются там же, где и обычные Web-страницы. Структура таких страниц может состоять из пяти конструкций: HTML, комментарии, скриптовые элементы, директивы и действия. JSP-страница при компиляции преобразуется в сервлет со статическим содержимым, которое направляется в поток вывода, связанный с методом service. Поэтому при первом запросе этот процесс может вызвать небольшую задержку. Комментарии в документе или программе не являются причиной замедления программы, так как транслятор и исполнитель их игнорируют. Скриптовые элементы позволяют указать код на языке Java, который впоследствии станет частью конечного сервлета, директивы дают возможность управлять всей структурой сервлета, а действия служат для задания существующих используемых компонентов и также для контроля над поведением движка JSP. Для упрощения работы со скриптами имеются заранее определённые переменные, такие как request, response, pageContext, session, out, application, config, page, exception.
Пример JSP страницы с использованием всех составляющих JSP:

### Комментарии
Комментарии используются для пояснения исходного текста программы. В JSP-страницах комментарии можно разделить на две группы:
- комментарии исходного кода JSP;
- комментарии HTML-разметки.

Комментарии исходного кода JSP отмечаются специальной последовательностью символов: <%-- в начале и --%> в конце комментария. Данный вид комментариев удаляется на этапе компиляции JSP-страницы. Пример JSP-комментария:
```
<%--

	
Отобразит
 
каталог
 
изделий

	
и
 
актуальную
 
корзину
 
покупателя
.

--%>

```

Комментарии HTML-разметки оформляются в соответствии с правилами языка HTML. Данный вид комментариев рассматривается JSP-компилятором как статический текст и помещается в выходной HTML-документ. JSP-выражения внутри HTML-комментариев исполняются. Пример HTML-комментария:
```
<!--
 
Дата
 
создания
 
страницы
:
 
<%=
 
new
 
java
.
util
.
Date
()
 
%>
 
-->

```

### Скриптовые элементы
Спецификация JSP различает три типа скриптовых элементов:
- объявления <%! одна или несколько деклараций %>;
- выражения <%= одно выражение %>;
- скриплеты <% скриплет %>.

Объявления обычно используются для определения переменных, методов, внутренних классов и остальных действующих Java конструкций на уровне класса. Выражения становятся аргументами для метода out.print(). С помощью скриплетов в JSP страницы вкладываются работающие части Java-кода.

#### Объявления JSP
Объявления JSP позволят вам задавать переменные, методы, внутренние классы и так далее. Объявления используются для определения используемых в программе конструкций Java. Так как объявления не осуществляют вывода, обычно они используются совместно с JSP-выражениями или скриплетами. В приведённом в качестве примера фрагменте JSP отображается количество запросов к данной странице с момента загрузки сервера (или с момента последнего изменения и перезагрузки сервлета). Обратите внимание, что в примере мы используем как объявление, так и выражение и что внутри конструкции после объявления стоит точка с запятой (;):
```
<%!
 
private
 
int
 
accessCount
 
=
 
0
;
 
%>

Количество
 
обращений
 
к
 
странице
 
с
 
момента
 
загрузки
 
сервера
:
 
<%=
 
++
accessCount
 
%>

```

#### Выражения JSP
Выражения JSP применяются для того, чтобы вставить значения Java непосредственно в вывод. Выражения Java вычисляются, конвертируются в строку и вставляются в страницу. Эти вычисления проходят во время выполнения (то есть при запросе страницы), а потому существует полный доступ к информации о самом запросе.
В выражениях можно использовать постоянные, переменные, вызовы различных методов. Все выражения, вне зависимости от сложности их содержимого, вычисляются в один результат или число. JSP страницы полагаются на JSP Writer, который берёт любой результат выражения, переводит его в тип String (текстовый) и заносит в буферную память. Например, следующий код служит для отображения даты и времени запроса данной страницы:
```
Текущее
 
время
:
 
<%=
 
new
 
java
.
util
.
Date
()
 
%>

Имя
 
вашего
 
хоста
:
 
<%=
 
request
.
getRemoteHost
()
 
%>

```

Необходимо обратить внимание на три правила:
1. JSP выражения должны в себе содержать выражения Java.
2. Каждое JSP выражение должно содержать только одно выражение Java.
3. Выражения JSP обязаны не заканчиваться точкой с запятой (;), в отличие от Java объявлений.

#### Скриплеты JSP
Скриплеты JSP дают возможность вставить любой код в метод сервлета, который будет создан при обработке страницы, позволяя использовать большинство конструкций Java. Скриплеты также имеют доступ к тем же заранее определённым переменным, что и выражения. Поэтому, например, для вывода значения на страницу необходимо использовать заранее определённую переменную out.
```
<%
 

String
 
queryData
 
=
 
request
.
getQueryString
();

out
.
println
(
"Дополнительные данные запроса: "
 
+
 
queryData
);
 

%>

```

Код внутри скриплета вставляется в том виде, как он был записан. Весь статический HTML (текст шаблона) до или после скриплета конвертируется при помощи оператора print. Например, следующий фрагмент JSP содержит смешанный текст шаблона и скриплета:
```
<%
 
if
 
(
Math
.
random
()
 
<
 
0.5
)
 
{
 
%>

     
<
B
>
Удачного
</
B
>
 
вам
 
дня
!

<%
 
}
 
else
 
{
 
%>

     
<
B
>
Неудачного
</
B
>
 
вам
 
дня
!

<%
 
}
 
%>

```

После преобразования скриплета код будет выглядеть следующим образом:
```
if
 
(
Math
.
random
()
 
<
 
0.5
)
 
{
 

     
out
.
println
(
"<B>Удачного</B> вам дня!"
);

}
 
else
 
{
 

     
out
.
println
(
"<B>Неудачного</B> вам дня!"
);

}

```

Это означает, что скриплеты не обязательно должны содержать завершённые фрагменты Java, и что оставленные открытыми блоки могут оказать влияние на статический HTML вне скриплета.

### Директивы JSP
JSP страница может послать сообщение соответствующему контейнеру с указаниями действий, которые необходимо провести. Эти сообщения называются директивами. Все директивы начинаются с <%@, затем следует название директивы и один или несколько атрибутов со значениями, и заканчиваются %>. Директивы в JSP странице приводят к тому, что контейнер пошлёт заявку на исполнение определённой службы, которая в генерированном документе не объявляется. Форму записи директив можно изобразить следующим образом:
```
<%
@
 
директива
 
атрибут
=
"значение"
 
%>

```

Вы также можете объединить установку нескольких атрибутов для одной директивы:
```
<%
@
 
директива
 
атрибут1
=
"значение1"
 

              
атрибут2
=
"значение2"

              
...

              
атрибутN
=
"значениеN"
 
%>

```

Существует три основных типа директив: page, которая позволяет вам совершать такие операции, как импорт классов, изменение суперкласса сервлета, и т. п.; include, которая даёт вам возможность вставить файл в класс сервлета при трансляции JSP файла в сервлет; и taglib, позволяющий расширить множество тегов своими собственными, которые JSP контейнер способен истолковать.

#### Директива JSP page
Как можно догадаться из названия, данная директива предоставляет атрибуты для JSP страницы. Атрибуты, определённые в этой директиве, внедряются в данную JSP страницу и на все её вложенные статические элементы, независимо от того, были ли они вставлены с помощью директивы include или с помощью действия jsp:include. Форма записи директивы page следующая:
```
<%
@
 
page
 
атрибут
=
“
значение
“
 
%>

```

В качестве примера приведём следующую запись:
```
<%
@
 
page
 
import
=
”
java
.
util
.
*
,
 
com
.
myclasses
.
*
”
 
buffer
=
”
15
kb
”
 
%>

```

Эта директива заявляет, что JSP страница импортирует классы из двух пакетов Java, java.util и com.myclasses, а потом уточняет размер буферной памяти, которая должна быть использована для обработки данной JSP страницы.
Далее рассмотрим атрибуты директивы page:
- import="пакет.class1, пакет.class2, ..., пакет.classN". Позволяет вам задать пакеты, которые должны быть импортированы. Это единственный атрибут, который может использоваться несколько раз в одной директиве. В список необходимо включить все классы Java, которые Вы хотите использовать и которые не являются частью исходного набора импортируемых классов. Исходный набор содержит: java.lang.*, javax.servlet.*, javax.servlet.jsp.* и javax.servlet.http.*. Пример использования атрибута import:

```
<%
@
 
page
 
import
=
"java.util.Date, javax.text.SimpleDateFormat, com.myclasses.*"
 
%>

```

- language="java". Данный атрибут предназначен для задания используемого языка программирования. По умолчанию принимается значение "java". Этот атрибут необязательно использовать, но тем не менее проблема потом может наступить в случае, если поставщик JSP контейнера будет использовать другие языки (например, JavaScript). Пример записи данного атрибута следующий:

```
<%
@
 
page
 
language
=
”
java
”
 
%>

```

- extends="пакет.class". Задаёт суперкласс (родительский класс) для генерируемого сервлета. Обычно сервлет возникает расширением исходного класса. Опытные программисты могут с помощью этого атрибута создавать собственные суперклассы. Пример использования этого атрибута может выглядеть следующим образом:

```
<%
@
 
page
 
extends
=
”
myPackage
.
HttpExample
”
 
%>

```

- session="true|false". Данный атрибут может принимать значение true или false, которые определяют принимает ли участие JSP страница в трансляции HTTP. Значение true («истина», принимается по умолчанию) сигнализирует о том, что заранее определённая переменная session (тип HttpSession) должна быть привязана к существующей сессии, если таковая имеется, в противном случае создаётся новая сессия, к которой и осуществляется привязка. Значение false («ложь») определяет, что сессии не будут использоваться, и попытки обращения к переменной session приведут к возникновению ошибки при трансляции JSP страницы в сервлет. Пример использования данного атрибута может выглядеть следующим образом:

```
<%
@
 
page
 
session
=
”
false
”
 
%>

```

- buffer="размерkb|none". Данный атрибут задаёт объём буферной памяти, необходимой для объекта JspWriter, на который ссылается заранее определённая переменная out. Значение, принимаемое по умолчанию, зависит от настроек сервера, но должно превышать 8kb. Значение задаётся либо в форме «размерkb» либо «none». Если Вы укажете значение буферной памяти как none, то сервлет не будет ничего сохранять в буферную память и передаст результат, записанный до переменной out, прямо объекту PrintWriter, который предоставляется вместе с объектом ServletResponse. Если Вы зададите значение буферной памяти на конкретную величину, то JspWriter будет в эту память сохранять данные, в результате чего увеличится производительность. В отличие от объекта PrintWriter объект JspWriter может вызывать исключительные ситуации IOExceptions. Исходная величина буферной памяти равна 8kB. Пример записи данного атрибута может выглядеть следующим образом:

```
<%
@
 
page
 
buffer
=
”
12
kb
”
 
%>

```

- autoflush="true|false". Данный атрибут может принимать значения true или false. Значение true («истина», принимаемое по умолчанию) устанавливает, что при переполнении буферной памяти он автоматически очистится. Значение false («ложь»), которое крайне редко используется, устанавливает что переполнение буфера должно приводить к возникновению исключительной ситуации (IOExceptions). Обычно атрибуты buffer и autoflush устанавливаются вместе в одной директиве. При установке значение атрибута buffer="none" установка значения false для атрибута autoflush недопустима. Пример может выглядеть следующим образом:

```
<%
@
 
page
 
buffer
=
”
16
kb
”
 
autoflush
=
”
true
”
 
%>

```

- isThreadSafe="true|false". Данный атрибут может принимать значения true или false. Значение true («истина», принимается по умолчанию) задаёт нормальный режим выполнения сервлета, когда множественные запросы обрабатываются одновременно с использованием одного экземпляра сервлета, исходя из соображения что автор синхронизировал доступ к переменным этого экземпляра. Значение false («ложь») сигнализирует о том, что сервлет должен наследовать SingleThreadModel (однопоточную модель), при которой последовательные или одновременные запросы обрабатываются отдельными экземплярами сервлета. Другими словами значение true приведёт к тому, что контейнер может посылать сервлету сразу несколько запросов, в то время как при значении false контейнер посылает запросы по одному. Пример использования выглядит так:

```
<%
@
 
page
 
isThreadSafe
=
”
false
”
 
%>

```

- info="информация". Задаёт строку, которая может быть получена при использовании метода Servlet.getServletInfo(). Обычно этот метод возвращает информацию о сервлете (например, авторе, версии и авторских правах). Пример записи данного атрибута может выглядеть следующим образом:

```
<%
@
 
page
 
info
=
”
Автор
:
 
Пётр
 
Иванович
;
 
версия
:
1.0
”
 
%>

```

- errorPage="url". Задаёт JSP страницу, которая вызывается в случае возникновения каких-либо событий Throwables, которые не обрабатываются на данной странице. Если на JSP странице случится исключение, и JSP страница не имеет собственного кода для решения этого исключения, то контейнер автоматически передаст управление на URL, которую Вы задали в качестве значения атрибута errorPage. Пример записи выглядит так:

```
<%
@
 
page
 
errorPage
=
“
/
myweb
/
errors
/
myerror
.
jsp
“
 
%>

```

- isErrorPage="true|false". Данный атрибут может принимать значения true или false. Сигнализирует о том, может ли эта страница использоваться для обработки ошибок для других JSP страниц или нет. По умолчанию принимается значение false («ложь»). Пример использования данного атрибута может выглядеть следующим образом:

```
<%
@
 
page
 
isErrorPage
=
”
true
”
 
%>

```

- contentType="MIME-Тип". Данный атрибут задаёт тип MIME для вывода и по желанию можно задать кодировку знаков в ответе (HTML ответе). По умолчанию в качестве значения MIME используется text/html. Для наглядности можем использовать следующий пример:

```
<%
@
 
page
 
contentType
=
"text/plain"
 
%>

```

Того же результата можно добиться и использованием скриплета:
```
<%
 
response
.
setContentType
(
"text/plain"
);
 
%>

```

#### Директива JSP include
Эта директива позволяет Вам включать файлы в сервлет в процессе трансляции JSP страницы. Использование директивы выглядит следующим образом:
```
<%
@
 
include
 
file
=
"относительный url"
 
%>

```

Заданный URL обычно интерпретируется относительно JSP страницы, на которой расположена ссылка, но, как и при использовании любых других относительных URL вы можете задать системе положение интересующего вас ресурса относительно домашнего каталога Web сервера, добавив в начало URL символ «/». Содержимое подключаемого файла обрабатывается как обычный текст JSP и поэтому может включать такие элементы как статический HTML, элементы скриптов, директивы и действия.
Например, многие сайты используют небольшую панель навигации на каждой странице. В связи с проблемами использования фреймов HTML часто эта задача решается размещением небольшой таблицы сверху или в левой половине страницы, HTML код которой многократно повторяется для каждой страницы сайта. Директива include наиболее естественный способ решения этой задачи, избавляющий разработчика от кошмара рутины копирования HTML в каждый отдельный файл. Это происходит следующим образом:
```
<!
DOCTYPE
 
HTML
 
PUBLIC
 
"-//W3C//DTD HTML 4.0 Transitional//EN"
>

<
html
>

<
head
>

  
<
title
>
Тестовая
 
страница
</
title
>

</
head
>

<
body
>

  
<%
@
 
include
 
file
=
"/navbar.html"
 
%>

  
<!--
 
Специфический
 
фрагмент
 
этой
 
страницы
 
...
 
-->

</
body
>

</
html
>

```

Учтите что поскольку директива include подключает файлы в ходе трансляции страницы, то после внесения изменений в панель навигации вам потребуется повторная трансляция всех использующих её JSP страниц. Что в данном случае является хорошим компромиссом, поскольку как правило панель навигации меняется достаточно редко и процесс подключения не теряет своей эффективности. Если же подключённые файлы меняются довольно часто, вы можете использовать вместо этого действие jsp:include. Это действие подключает файл в процессе обращения к JSP.

#### Директива JSP taglib
Как уже известно, в JSP страницах элементы записываются с помощью тегов (условных знаков, меток, марок). Множество тегов, которые JSP контейнер способен истолковать, можно расширить с помощью так называемых библиотек тегов. Также к расширенному множеству тегов можно присоединять действия, вследствие чего происходит расширение самого языка JSP. Теги можно разделить на стандартные и собственные. Обобщённый способ записи может выглядеть так:
```
<%
@
 
taglib
 
uri
=
”
URI
 
к
 
библиотеке
 
тегов
”
 
prefix
=
“
префикс
 
знака
“
 
%>

```

Библиотеку тегов необходимо идентифицировать с помощью URI адреса (уникального идентификатора ресурса). URI может быть как абсолютным так и относительным. Уникальный идентификатор ресурса определяет расположение библиотеки тегов (TLD), который определяет собственные теги этой библиотеки. Пример записи директивы:
```
<%
@
 
taglib
 
uri
=
”
http
:
//www.moywebserver.ru/naydiznaki.tld” prefix=”iskat” %>

```

JSP страница может содержать бесконечное количество директив taglib, но для каждой директивы необходимо установить различные префиксы, которые определяют содержимое библиотеки на странице. В качестве префикса можете использовать какой угодно текст, слово. В то время, как директиву taglib можно использовать где угодно на JSP странице, все собственные теги, которые эти директивы используют, должны использоваться за ними.

### Действия
Действия JSP используют конструкции с синтаксисом XML для управления работой движка сервлета. Вы можете динамически подключать файл, многократно использовать компоненты JavaBeans, направить пользователя на другую страницу или сгенерировать HTML для Java plugin. Все эти действия детально рассмотрены далее. Помните, что как и во всём XML, имена элементов и атрибутов регистрозависимы. Действия можно разделить на две группы: стандартные и созданные (собственные, что создаёт сам программист). Допустимо применение следующих стандартных действий:
- jsp:declaration — Объявление, аналогичен тегу <%! … %>;
- jsp:scriptlet — Скриптлет, аналогичен тегу <% … %>;
- jsp:expression — Выражение, аналогичен тегу <%= … %>;
- jsp:text — Вывод текста;
- jsp:useBean — Поиск или создание нового экземпляра JavaBean;
- jsp:setProperty — Установка свойств JavaBean;
- jsp:getProperty — Вставить свойство JavaBean в поток вывода;
- jsp:include — Подключает файл в момент запроса страницы;
- jsp:forward — Перенаправляет запрос на другую страницу;
- jsp:param — Добавляет параметры в объект запроса, например в элементах forward, include, plugin.;
- jsp:plugin — Генерирует код (в зависимости от типа используемого браузера), который создаёт тег OBJECT или EMBED для Java plugin;
- jsp:params — Группирует параметры внутри тега jsp:plugin;
- jsp:fallback — Указывает содержимое, которое будет использоваться браузером клиента, если подключаемый модуль не сможет запуститься. Используется внутри элемента plugin.

#### Действие jsp:useBean
Это действие позволяет загружать JavaBean для последующего использования на JSP странице. Эта возможность позволяет многократно использовать классы Java, не отказываясь при этом от преимуществ, предоставляемых сервлетами JSP. Помимо того, это один из способов исключения большей части обработки Java из JSP страницы. Если перенести обработку Java из JSP страницы до JavaBean, то потом эти функции можно использовать и в остальных JSP страницах. Простейший синтаксис для указания используемого bean:
```
<
jsp
:
useBean
 
id
=
"имя"
 
class
="
пакет
.
class
" />

```

Как правило это означает «создание нового экземпляра объекта класса, заданного через class, и его связь с переменной с именем, заданным при помощи id». Однако можно задать атрибут scope (принимает значения page|request|session|application, page для страницы, request для запросов, session для сессий или диалогов, application для приложения), который ассоциирует bean не только с текущей страницей. В таком случае, полезно получить ссылки на существующие beans, и действие jsp:useBean создаёт экземпляр нового объекта лишь в том случае если не существует ни одного объекта с теми же значениями id и scope. Теперь, когда у вас есть bean, вы можете изменять его свойства при помощи действия jsp:setProperty, или используя для этого скриплет и явно вызывая метод объекта с именем переменной заданном ранее через атрибут id. Recall that with beans, когда вы говорите «у этого bean есть свойство типа X с названием foo», вы на самом деле имеете в виду «у этого класса есть метод getFoo, который возвращает данные типа X, и другой метод setFoo, которому в качестве параметра передаётся X.» Действие jsp:setProperty более подробно рассмотрено в следующем разделе, но сейчас вы должны запомнить что вы можете либо явно задавать value, задавая атрибут param, чтобы получить значение из соответствующего параметра запроса, или просто перечислить свойства, чтобы получить значения из параметров запроса с теми же именами что и свойства. Вы можете получить значения существующих свойств при помощи выражений JSP или скриплетов, вызвав соответствующий метод getXxx, или (чаще всего), воспользовавшись действием jsp:getProperty.
Класс, заданный для bean, должен находиться в обычном каталоге классов сервера, а не в части, зарезервированной для классов, автоматически перезагружаемых после редактирования. Например, для Java Web Server, все используемые классы должны размещаться в каталоге classes или в .jar файле каталога lib, а не в каталоге servlets.
Ниже приведён простой пример, загружающий bean и устанавливающий/получающий простой строковый параметр.
BeanTest.jsp
```
<!
DOCTYPE
 
HTML
 
PUBLIC
 
"-//W3C//DTD HTML 4.0 Transitional//EN"
>

<
html
>

<
head
>

  
<
title
>
Многократное
 
использование
 
JavaBeans
 
в
 
JSP
</
title
>

</
head
>

<
body
>

  
<
h1
>
Многократное
 
использование
 
JavaBeans
 
в
 
JSP
</
h1
>

  
<
jsp
:
useBean
 
id
=
"test"
 
class
="
hall
.
SimpleBean
" />

  <jsp:setProperty name="
test
" property="
message
" value="
Привет
,
 
WWW
" />

  <p>

    Сообщение:

    <jsp:getProperty name="
test
" property="
message
" />

  </p>

</body>

</html>

```

SimpleBean.java
```
package
 
hall
;

public
 
class
 
SimpleBean
 
{

  
private
 
String
 
message
 
=
 
"Текст сообщения не задан"
;

  
public
 
String
 
getMessage
()
 
{

    
return
(
message
);

  
}

  
public
 
void
 
setMessage
(
String
 
message
)
 
{

    
this
.
message
 
=
 
message
;

  
}

}

```

Ещё несколько деталей об использовании jsp:useBean. Простейший способ использовать bean — это использование конструкции:
```
   
<
jsp
:
useBean
 
id
=
"имя"
 
class
="
пакет
.
class
" />

```

для загрузки bean, а затем использовать jsp:setProperty и jsp:getProperty для модификации и получения его свойств (параметров). Однако существуют ещё два других способа. Во-первых, вы можете использовать формат контейнера, а именно:
```
  
<
jsp
:
useBean
 
...
>
 

    
Тело
 

  
</
jsp
:
useBean
>

```

для того чтобы обеспечить выполнение Тела только в том случае, если экземпляр bean создаётся впервые, а не тогда, когда находится и используется уже существующий bean. Как обсуждается далее, beans могут совместно использоваться, поэтому не каждое выражение jsp:useBean приводит к созданию экземпляра нового bean. Во-вторых, кроме id и class, существуют ещё три других атрибута, которые вы можете использовать: scope, type, и beanName. Эти атрибуты описаны далее:
- id — даёт имя переменной, которая ссылается на bean. Если удаётся найти bean с теми же самыми значениями id и scope, то вместо создания нового экземпляра используется ранее созданный объект;
- class — задаёт полное имя пакета bean;
- scope — задаёт область, в которой bean должен быть доступен. Может принимать четыре допустимых значения: page, request, session и application. По умолчанию принимает значение page, означающее что bean доступен только на текущей странице (размещается в PageContext текущей страницы). Значение request означает что bean доступен только для текущего запроса клиента (размещается в объекте ServletRequest). Значение session означает что объект доступен всем страницам на протяжении жизни текущей HttpSession. И, наконец, значение application означает что он доступен всем страницам, использующим тот же самый ServletContext. Причина необходимости этого атрибута заключается в том что jsp:useBean приводит к созданию нового экземпляра объекта в том случае, если нет уже существующего объекта с тем же id и scope. Иначе используется уже существующий объект, и все элементы jsp:setParameter или любые другие между тегами jsp:useBean игнорируются.
- type — указывает тип переменной, которая ссылается на объект. Должен совпадать с именем класса, суперкласса или реализуемого интерфейса. Имя переменной задаётся через атрибут id.
- beanName — даёт имя bean, которое будет использовано методом instantiate. Можно задать type и beanName, и опустить атрибут class.

#### Действие jsp:setProperty
Вы можете использовать jsp:setProperty для присвоения значений свойствам ранее описанных beans. Вы можете делать это двумя способами. Во-первых, вы можете использовать jsp:setProperty после, но вне элемента jsp:useBean, так как это показано в примере:
```
<
jsp
:
useBean
 
id
=
"myName"
 
...
 
/>

...

<
jsp
:
setProperty
 
name
=
"myName"
 

                 
property
=
"someProperty"
 
...
 
/>

```

В этом случае jsp:setProperty выполняется независимо от того, был ли найден существующий bean или был создан новый экземпляр. Другим вариантом заключается в размещении jsp:setProperty в теле элемента jsp:useBean, как это показано в другом примере:
```
<
jsp
:
useBean
 
id
=
"myName"
 
...
 
>

  
...

  
<
jsp
:
setProperty
 
name
=
"myName"
 

                   
property
=
"someProperty"
 
...
 
/>

</
jsp
:
useBean
>

```

При этом jsp:setProperty выполняется лишь в том случае, если был создан новый экземпляр объекта, а не тогда, когда находится уже существующий. Действие jsp:setProperty допускает применение следующих четырёх атрибутов:
- name — этот обязательный атрибут служит для задания bean, свойства которого будут устанавливаться. Элемент jsp:useBean должен предшествовать использованию элемента jsp:setProperty.
- property — этот обязательный атрибут устанавливает свойство, которое вы хотите установить. Однако существует частный случай: значение «*» означает что все параметры запроса, чьи имена совпадают с именами свойств bean будут переданы соответствующему методу установки свойств.
- value — этот необязательный атрибут устанавливает значение свойства. Строковые значения автоматически преобразуются в числовые, boolean, Boolean, byte, Byte, char и Character с использованием стандартного метода valueOf соответствующего класса. Например, значение "true" для свойства boolean или Boolean будет конвертировано при помощи метода Boolean.valueOf, а значение «42» для свойства int или Integer будет конвертировано при помощи метода Integer.valueOf. Вы не можете одновременно использовать атрибуты value и param, но можете вообще их не использовать. Ознакомьтесь с описанием атрибута param, которое представлено ниже.
- param — этот необязательный атрибут устанавливает параметр запроса, используемый для получения свойства. Если в текущем запросе этот параметр отсутствует, никаких действий не происходит: система не передаёт значение null методу устанавливающему свойства. Таким образом, допустимо использование в bean свойств по умолчанию, переопределяя их лишь в том случае если этого требуют параметры запроса. Например, следующий фрагмент означает следующее: «установить свойство numberOfItems в соответствии со значением параметра запроса numItems, а если такой параметр в запросе отсутствует — никакие действия не выполняются.»

```
<
jsp
:
setProperty
 
name
=
"orderBean"

                 
property
=
"numberOfItems"

                 
param
=
"numItems"
 
/>

```

Если вы не используете ни value, ни param, это приравнивается к тому, как если бы вы задали имя param совпадающее с именем property. Вы можете применить этот принцип автоматического использования свойств запроса, чьи имена совпадают с именами свойств и пойти далее, задав в качестве имени свойства «*» и опустив параметры value и param. В этом случае сервер обработает допустимые свойства и параметры запроса, на предмет совпадения их с идентичными именами. Далее приведён пример в котором используется bean для создания таблицы простых чисел. Если существует параметр numDigits в данных запроса, он передаётся в свойство bean numDigits. Аналогично для numPrimes.
JspPrimes.jsp
```
<!
DOCTYPE
 
HTML
 
PUBLIC
 
"-//W3C//DTD HTML 4.0 Transitional//EN"
>

<
html
>

<
head
>

  
<
title
>
Многократное
 
использование
 
JavaBeans
 
в
 
JSP
</
title
>

</
head
>

<
body
>

  
<
h1
>
Многократное
 
использование
 
JavaBeans
 
в
 
JSP
</
h1
>

  
<
jsp
:
useBean
 
id
=
"primeTable"
 
class
="
hall
.
NumberedPrimes
" />

  <jsp:setProperty name="
primeTable
" property="
numDigits
" />

  <jsp:setProperty name="
primeTable
" property="
numPrimes
" />

  <p>

    Несколько <jsp:getProperty name="
primeTable
" property="
numDigits
" /> 

    символьных простых чисел:

    <jsp:getProperty name="
primeTable
" property="
numberedList
" />

  </p>

</body>

</html>

```

#### Действие jsp:getProperty
Этот элемент определяет значение свойства bean, конвертирует его в строку и направляет в поток вывода. Для выполнения действия требуется задание двух атрибутов: имени bean, которое предварительно задаётся в действии jsp:useBean, и имя свойства, значение которого должно быть определено. Далее приведён пример использования этого действия:
```
<
jsp
:
useBean
 
id
=
"itemBean"
 
...
 
/>

...

<
UL
>

  
<
LI
>
Количество
 
предметов
:
 

      
<
jsp
:
getProperty
 
name
=
"itemBean"
 
property
=
"numItems"
 
/>

  
<
LI
>
Цена
 
за
 
штуку
:

      
<
jsp
:
getProperty
 
name
=
"itemBean"
 
property
=
"unitCost"
 
/>

</
UL
>

```

#### Действие jsp:include
Это действие позволяет вставлять содержимое файлов в генерируемую страницу. Синтаксис действия:
```
<
jsp
:
include
 
page
=
"относительный URL"
 
flush
=
"true"
 
/>

```

В отличие от директивы include, которая вставляет файл на этапе трансляции JSP страницы, это действие вставляет файл при запросе страницы. Это приводит к некоторой потере эффективности и исключает возможность наличия во вставляемом файле кода JSP, но зато даёт существенное преимущество в гибкости.
Пример вставки содержимого четырёх файлов в JSP-страницу:
```
<!
DOCTYPE
 
HTML
 
PUBLIC
 
"-//W3C//DTD HTML 4.01//EN"
 
"http://www.w3.org/TR/html4/strict.dtd"
>

<
html
>

<
head
>

  
<
title
>
Новости
</
title
>

</
head
>

<
body
>

  
<
h1
>
Новости
</
h1
>

  
<
p
>
Вот
 
фрагменты
 
наших
 
четырёх
 
самых
 
популярных
 
статей
:
</
p
>

  
<
ol
>

    
<
li
><
jsp
:
include
 
page
=
"news/Item1.html"
 
flush
=
"true"
/></
li
>

    
<
li
><
jsp
:
include
 
page
=
"news/Item2.html"
 
flush
=
"true"
/></
li
>

    
<
li
><
jsp
:
include
 
page
=
"news/Item3.html"
 
flush
=
"true"
/></
li
>

    
<
li
><
jsp
:
include
 
page
=
"news/Item4.html"
 
flush
=
"true"
/></
li
>

  
</
ol
>

</
body
>

</
html
>

```

#### Действие jsp:forward
Это действие позволяет вам передать запрос другой статической HTML странице, сервлету или JSP странице. В отличие от действия jsp:include обработка актуальной страницы заканчивается. Оно использует один атрибут page, который должен содержать относительный URL и на основании которого упорядочен объект request. К исходным параметрам запроса, передаваемым другой странице, с помощью действия jsp:param можно добавить и другие параметры. Значением атрибута page может быть как статическое значение, так и вычисляемое в процессе запроса, что и показано на следующих двух примерах:
```
<
jsp
:
forward
 
page
=
"/utils/errorReporter.jsp"
 
/>

<
jsp
:
forward
 
page
=
"<%= какое-нибудьВыражениеНаJava %>"
 
/>

```

Также с помощью действия jsp:forward можно передать управление на другую страницу, но с условием, что перед вызовом этого действия ничего не было записано в выходящую буферную память (иначе будет вызвано исключение IllegalStateException).

#### Действие jsp:param и действие jsp:params
Это действие предоставляет информацию типа название/значение. Данное действие используется в основном вместе со знакомыми уже действиями jsp:include и jsp:forward. Кроме этого его можно использовать и вместе с действием jsp:plugin. В остальных случаях использование этого действия не имеет значения. Использование jsp:param с действиями jsp:include и jsp:forward передаёт новым страницам исходный объект request, который будет расширен на новые параметры. Если Вы зададите новые значения для уже существующих параметров, то именно новые значения будут иметь преимущество. С помощью действия jsp:params можно задать сразу несколько параметров

#### Действие jsp:plugin
Это действие позволяет вам вставить элемент OBJECT или EMBED (в зависимости от типа используемого браузера), необходимый для запуска аплетов, использующих plugin Java. Другими словами данное действие служит к генерированию HTML для вложения Java API в JSP страницу. Таким же образом можете вставлять URL для скачивания модулей для Java API от JavaSoft, который предоставляет возможность запускать аплеты внутри браузера. Форма записи данного действия выглядит следующим образом:
```
<
jsp
:
plugin

   
type
=
"bean|applet"

   
code
=
"файл класса"

   
codebase
=
"объект CodeBase"

   
align
=
"расположение"

   
archive
=
"список архивов"

   
height
=
"высота"

   
hspace
=
"горизонтальный простор"

   
jreversion
=
"версия"

   
name
=
"название компонента"

   
vspace
=
"вертикальный простор"

   
width
=
"ширина"

   
nspluginurl
=
"url"

   
iepluginurl
=
"url"
>

   
<
jsp
:
params
>

      
<
jsp
:
param
 
name
=
"название1"
 
value
=
"значение1"
 
/>

      
<
jsp
:
param
 
name
=
"название2"
 
value
=
"значение2"
 
/>

      
...

      
<
jsp
:
param
 
name
=
"названиеN"
 
value
=
"значениеN"
 
/>

   
</
jsp
:
params
>

   
<
jsp
:
fallback
>
 
</
jsp
:
fallback
>

</
jsp
:
plugin
>

```

Посмотрим на пример использования данного действия в коде аплета:
```
<
jsp
:
plugin
 
type
=
"applet"
 
code
=
"Blink.class"
 
width
=
300
 
height
=
100
>

   
<
jsp
:
params
>

      
<
jsp
:
param
 
name
=
lbl
 
value
=
"Да это вкуснее, чем просто нарезанный хлеб!"
 
/>

      
<
jsp
:
param
 
name
=
speed
 
value
=
"4"
 
/>

   
<
jsp
:
params
>

   
<
jsp
:
fallback
>
Ваш
 
браузер
 
по
 
непонятным
 
причинам
 
не
 
может
 
запустить
 
этот
 
аплет
 
</
fallback
>

</
jsp
:
plugin
>

```

## Пример JSP-страницы, использующей XML синтаксис
```
<?
xml
 
version
=
"1.0"
 
encoding
=
"UTF-8"
?>

<
jsp
:
root
 
xmlns
:
jsp
=
"http://java.sun.com/JSP/Page"
 
version
=
"2.0"
>

    
<
jsp
:
directive
.
page
 
contentType
=
"application/xhtml+xml; charset=UTF-8"
/>

    
<
jsp
:
output
 
doctype
-
root
-
element
=
"html"
 
doctype
-
public
=
"-//W3C//DTD XHTML 1.1//EN"

        
doctype
-
system
=
"http://www.w3.org/TR/xhtml11/DTD/xhtml11.dtd"
 
omit
-
xml
-
declaration
=
"true"
/>

    
<
html
 
xmlns
=
"http://www.w3.org/1999/xhtml"
>

    
<
head
>

    
<
meta
 
http
-
equiv
=
"Content-Type"
 
content
=
"text/html; charset=UTF-8"
/>

    
<
title
>
Заголовок
 
страницы
</
title
>

    
</
head
>

    
<
body
>

    
<
h1
>
Заголовок
</
h1
>

    
<
p
>
Текст
</
p
>

    
<
jsp
:
scriptlet
>

    
out
.
print
(
Calendar
.
getInstance
(
request
.
getLocale
()).
getFirstDayOfWeek
()
 
==
 
Calendar
.
SUNDAY
 
?

        
"В вашей стране неделя начинается с воскресенья"
 
:

        
"В вашей стране неделя не начинается с воскресенья"
);

    
</
jsp
:
scriptlet
>

    
</
body
>

    
</
html
>

</
jsp
:
root
>

```